# Pritlikava sovica
Pritlikava sovica (znanstveno ime Micrathene whitneyi) je najmanjša sova na svetu. Živi v puščavah in gozdnatih pobočjih. Razmnožuje se v jugozahodniem delu ZDA in Mehike. 
Hrani se v glavnem s kobilicam, nočnimi metulji in drugimi žuželkami, nad katere se pogosto spusti s svojega počivališča. Ima kratek rep, majhna stopala in značilno sovjo obliko. Gnezdi in počiva v duplinah, ki so jih izdoble žolne - v puščavi jih naredijo saguarji, v velikih kaktusih s stebičastimi stebli.

## Podvrste
M. w. idonea, podvrsta ima stalno prebivališče v najjužnejšem delu Teksasa do osrednje Mehike, kot ga imata tudi izolirani podvrsti M. w. sanfordi na najjužnejšem delu Spodnje Kalifornije in M. w. graysoni Socorro Island jugo-zahodno Spodnje Kalifornije. Ta vrsta je kasneje očitno izumrla v 20. stoletju, verjetno okoli 1970..